# Longitarsus tristis
Longitarsus tristis es una especie de insecto coleóptero de la familia Chrysomelidae. Fue descrita científicamente en 1888 por Weise.